# Sakari Kuosmanen

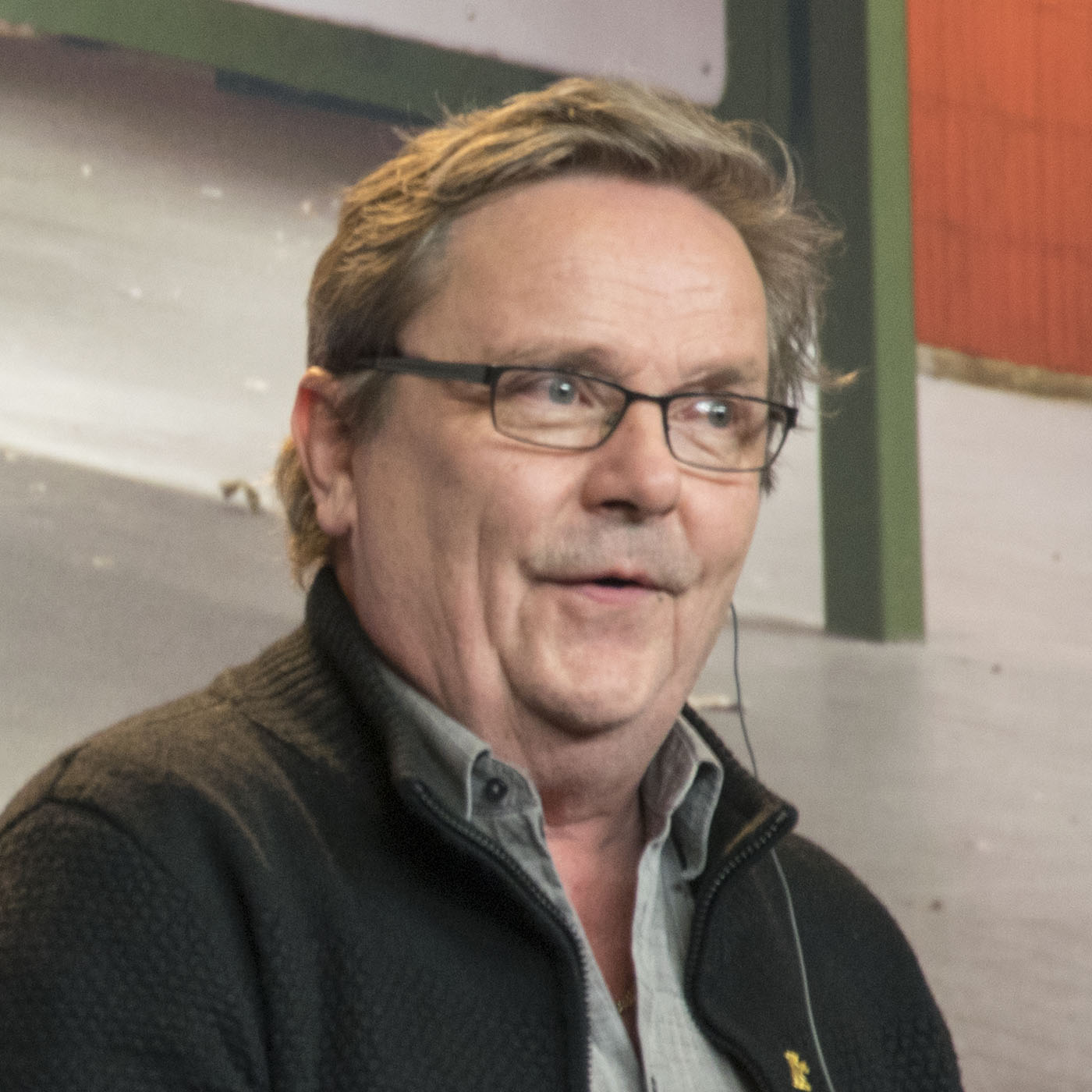
Sakari Kuosmanen (2017)

Sakari Jyrki Kuosmanen (* 6. September 1956 in Helsinki) ist ein finnischer Schauspieler und Musiker.

## Leben
Sakari Kuosmanen war eines der Gründungsmitglieder der finnischen Punkband Sleepy Sleepers, die wiederum als Basis für die von Aki Kaurismäki erfundenen Leningrad Cowboys dienten und erstmals im Film Leningrad Cowboys Go America zu sehen waren. Parallel zu seiner Bandkarriere veröffentlichte Kuosmanen seit 1985 auch mehrere Soloalben.
Mit Aki Kaurismäki verbindet Kuosmanen eine jahrzehntelange Zusammenarbeit. So gab er sein Filmdebüt in dessen 1985 veröffentlichten Komödie Calamari Union. Er spielte sowohl in dessen Filmen wie Schatten im Paradies, Die andere Seite der Hoffnung und Fallende Blätter mit als auch in dessen Bruders Mika Kaurismäkis Filmen Cha Cha Cha und Helsinki-Napoli – All Night Long.
Kuosmanen lebt in Siilinjärvi und ist vierfacher Vater.

## Filmografie
- 1985: Calamari Union
- 1986: Schatten im Paradies (Varjoja paratiisissa )
- 1987: Helsinki-Napoli – All Night Long (Helsinki Napoli All Night Long)
- 1989: Cha Cha Cha
- 1989: Leningrad Cowboys Go America
- 1991: Night on Earth
- 1996: Wolken ziehen vorüber (Kauas pilvet karkaavat)
- 1999: Juha
- 2002: Der Mann ohne Vergangenheit (Mies vailla menneisyyttä)
- 2017: Die andere Seite der Hoffnung (Toivon tuolla puolen)
- 2023: Fallende Blätter (Kuolleet lehdet)
- 2024: Neuigkeiten aus Lappland (Ohjus)
- 2025: Rörelser

## Diskografie
- 1985: Sakari Kuosmanen
- 1986: Ihana elämä
- 1989: Suuri onni
- 1995: Kuu ja Kulkija
- 1999: Yön katseessasi
- 2001: Onnen lyhteitä – 32 kulkijan laulua
- 2002: Pieni sydän
- 2003: Entä jos...
- 2006: Suojaton
- 2023: Arkipäivän Jeesus